# Whitefield (Maine)
Whitefield è un comune degli Stati Uniti d'America, situato nello Stato del Maine, nella contea di Lincoln.